# Nel cor più non mi sento
Nel cor più non mi sento is een van de thema's van de opera La Molinara uit 1788 van de Italiaanse componist Paisiello.
Dit thema werd door Beethoven vereeuwigd. Hij componeerde er hetzelfde jaar zes variaties op. Deze variaties waren opgedragen aan de zangeres die het thema zong tijdens de representatie die Beethoven bijwoonde. Dat werk werd nooit gepubliceerd, vandaar de classificatie WoO 70. Dit thema is daardoor het bekendste van Paisiello.
Later, in 1821, componeerde Paganini ook zeven variaties op dat thema. Deze werden in 1829 gepubliceerd.

### Partituren
- La Molinara op IMSLP
- 6 variaties op "Nel cor più non mi sento" van Beethoven op IMSLP
- 7 variaties op "Nel cor più non mi sento" van Paganini op IMSLP

### Interpretaties
- Oorspronkelijke thema
- De 6 variaties van Beethoven door Wilhelm Kempff
- De 7 variaties van Paganini door Valery Oistrach